# エリオシトリン
エリオシトリン(Eriocitrin)は、フラバノン（エリオジクチオール）と二糖（ルチノース）からなるフラバノン-7-O-グリコシドである。レモンに含まれ、果実や花を着色する色素の1つである。レモンフラボノイドやシトラスフラボノイドとも呼ばれる。抗酸化物質でもあり、ある研究では、ペパーミント浸出液には38%も含まれるという。
肝細胞において脂質低下作用を持つ。ビタミンBやビタミンC等と組み合せてサプリメントとして市販されるが、医学的な利用については確立しておらず、アメリカ食品医薬品局の認可も得られていない。